# تاكسي الكلام (كتاب)
تاكسي الكلام كتاب لصافي ناز كاظم صدر في يناير 2002 عن الدار المصرية اللبنانية، ويأتي في الترتيب الثالث عشر بين مؤلفات صافي ناز كاظم التي كان أولها رومانتيكيات الصادر سنة 1970.

## مدلول العنوان
تقول صافي ناز كاظم في مقال لها نشر بجريدة المصري اليوم في 12 ديسمبر 2007 إنها تقصد بهذا العنوان أن كلامها «غير» ملاكي«، لا يحتكره أحد، لا ألزم به من أنشر عنده ولا ألتزم بما لا يعجبني منه».

## عن الكتاب
كتاب «تاكي الكلام» هو تجميع لمقالات الكاتبة التي نشرتها في عمود بهذا الاسم بجريدة القاهرة الأسبوعية الصادرة عن وزارة الثقافة المصرية، والذي ظلت تكتبه في جريدة القاهرة حتى ديسمبر 2006 ثم عادت إلى كتابته بجريدة المصري اليوم في فترة لاحقة.
يقع الكتاب في 248 صفحة مقسمة إلى ستة أقسام، وهو بجانب ما يضمه من أفكار ومواقف، يقدم وجوهًا ذات صلة بمسيرة المؤلفة الإبداعية التي بدأت منذ نصف قرن تقريبًا، فهي تكتب مثلاً عن عشقها للقطط، وعن علاقتها بابنتها نوارة وعن أبيها الشاعر أحمد فؤاد نجم والشيخ إمام عيسى أو الكيان الفنى «إمام ـ نجم» كما تسميه، وتكتب عن نجيب سرور «صاحب السخرية النائحة والباكية»، وتقول أنه مات بخنجر هزيمة 1967 «بكل أبعادها ومضاعفاتها وإشعاعات نفاياتها المسمومة»، تكتب أيضًا عن نصير شمة وموسيقاه وقدراته في العزف على العود. وتنتقد مسلسل "أم كلثوم". ويحتوي الكتاب على مقالتين عن الأديبة مي زيادة، وانعطافات حياتها وعلاقاتها التي أثرت إيجابيا على مسيرتها الإبداعية شاعرة وقاصة وباحثة، فضلاً عن تدينها وغيرتها الوطنية التي جعلتها مهتمة بما يجرى في وطنها العربى ورغبتها الجامحة في انتشاله من الانحطاط والتردى، تكتب أيضًا عن محمد محمود شعبان (بابا شارو) وعن عائشة صالح ونزار قباني ومنير كنعان وآخرين، و«تشاحن» منابر ثقافية وسياسية وشخصيات عامة.

## وصلات خارجية
تاكسي الكلام، صافي ناز كاظم ـ عدد المصري اليوم 12/12/2007 
عرض للكتاب في مجلة وجهات نظر، أكتوبر 2002 
موقع الدار المصرية اللبنانية 